# Kra-földhíd

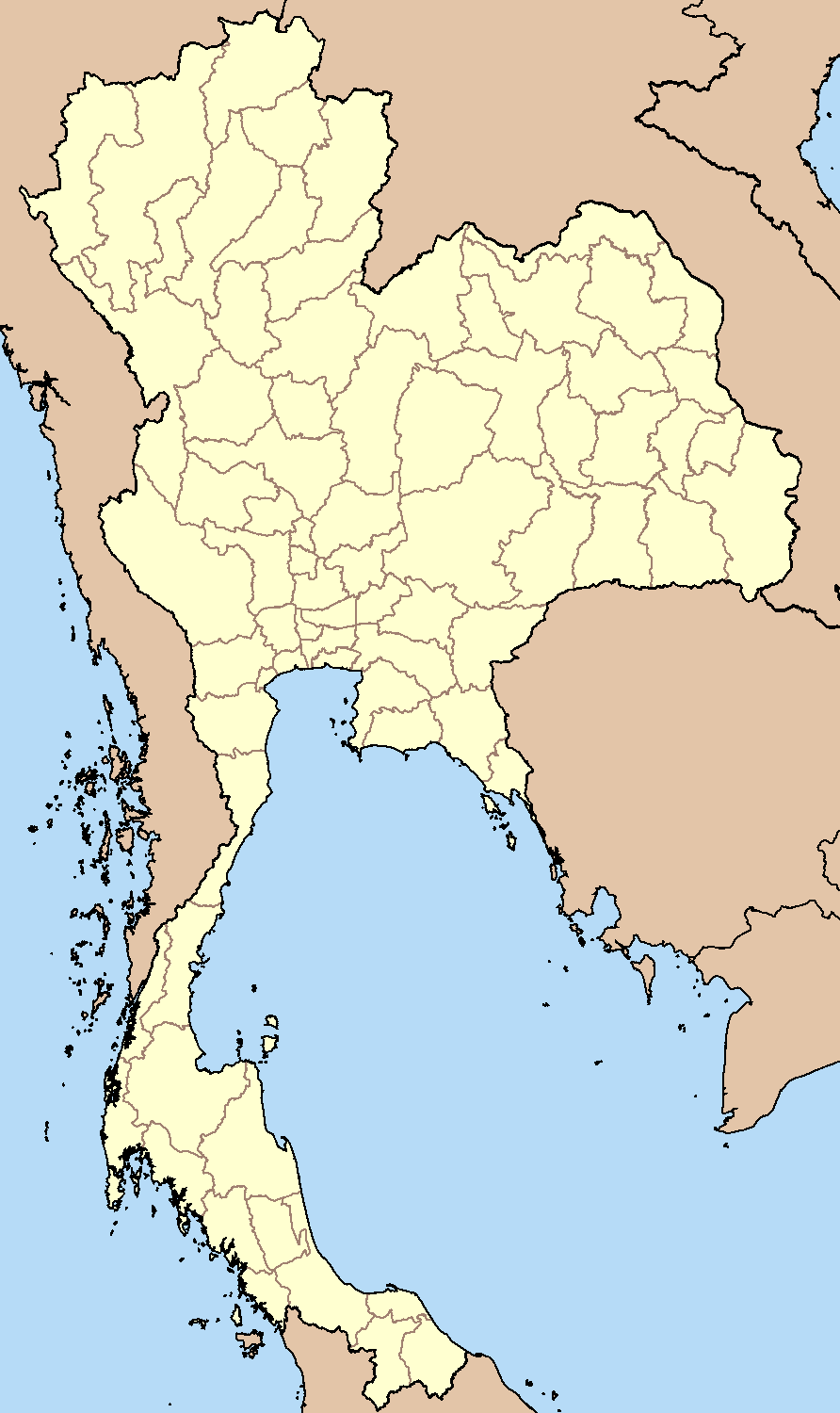
A Kra-földhíd elhelyezkedése, sárgával Thaiföld.

A Kra-földhíd földnyelv, amely a Maláj-félszigetet az Indokínai-félszigettel, ezáltal Ázsia tömbjével köti össze. 
Keleti része Thaiföldhöz tartozik, a nyugati része Mianmar Tanintharyi körzetéhez. Tőle nyugatra az Andamán-tenger, keletre a Thai-öböl vize hullámzik.
A földhíd a Kra-folyó torkolata és a Csumphon városahoz közeli Sawi öböl közt a legkeskenyebb, 44 kilométer. Legnagyobb tengerszint feletti magassága 75 méter. 
Nevét a Thaiföld Ranong tartományában lévő Kra Buri városról kapta, amely legkeskenyebb részének nyugati oldalán helyezkedik el. 
A Kra-földhíd egyúttal a Tibettől a Maláj-félsziget csücskéig futó hegylánc, a Központi-hegyvidék két fő része közti választóvonal. Déli részének neve Phuket-hegylánc, az északi pedig a 400 kilométer hosszú Tenasserim-hegység, amely a Három Pagoda-hágónál végződik.

## Kra-csatorna
A Thai-csatorna (vagy korábbi elnevezéssel Kra-csatorna) tervezett átjáró a földhídon keresztül, Thaiföld déli részében az Indiai-óceán és a Dél-kínai-tenger között.